# Bătești (Timiș)

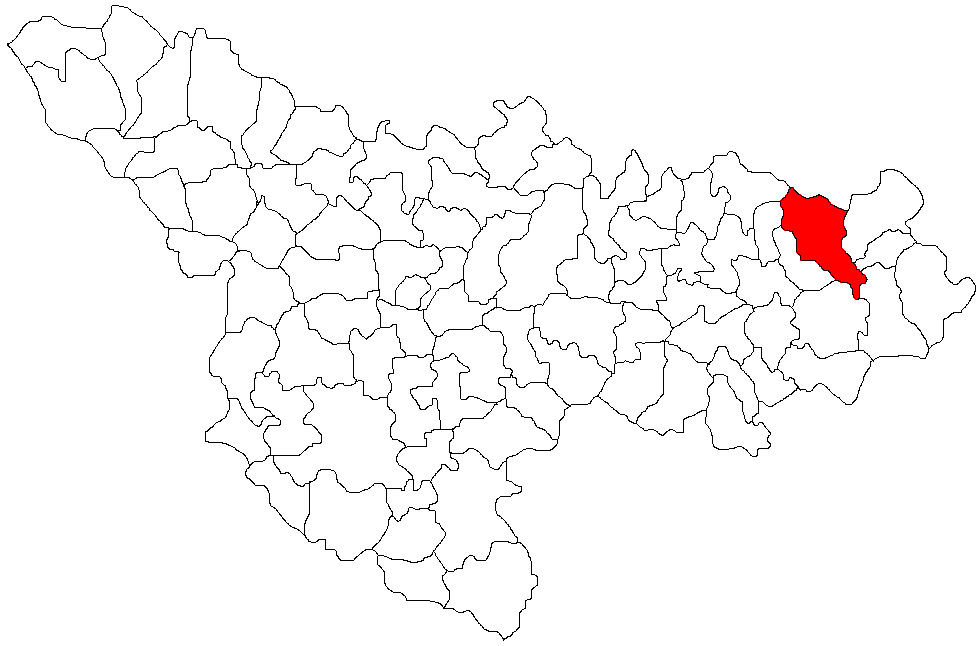
Lage der Gemeinde Făget im Kreis Timiș

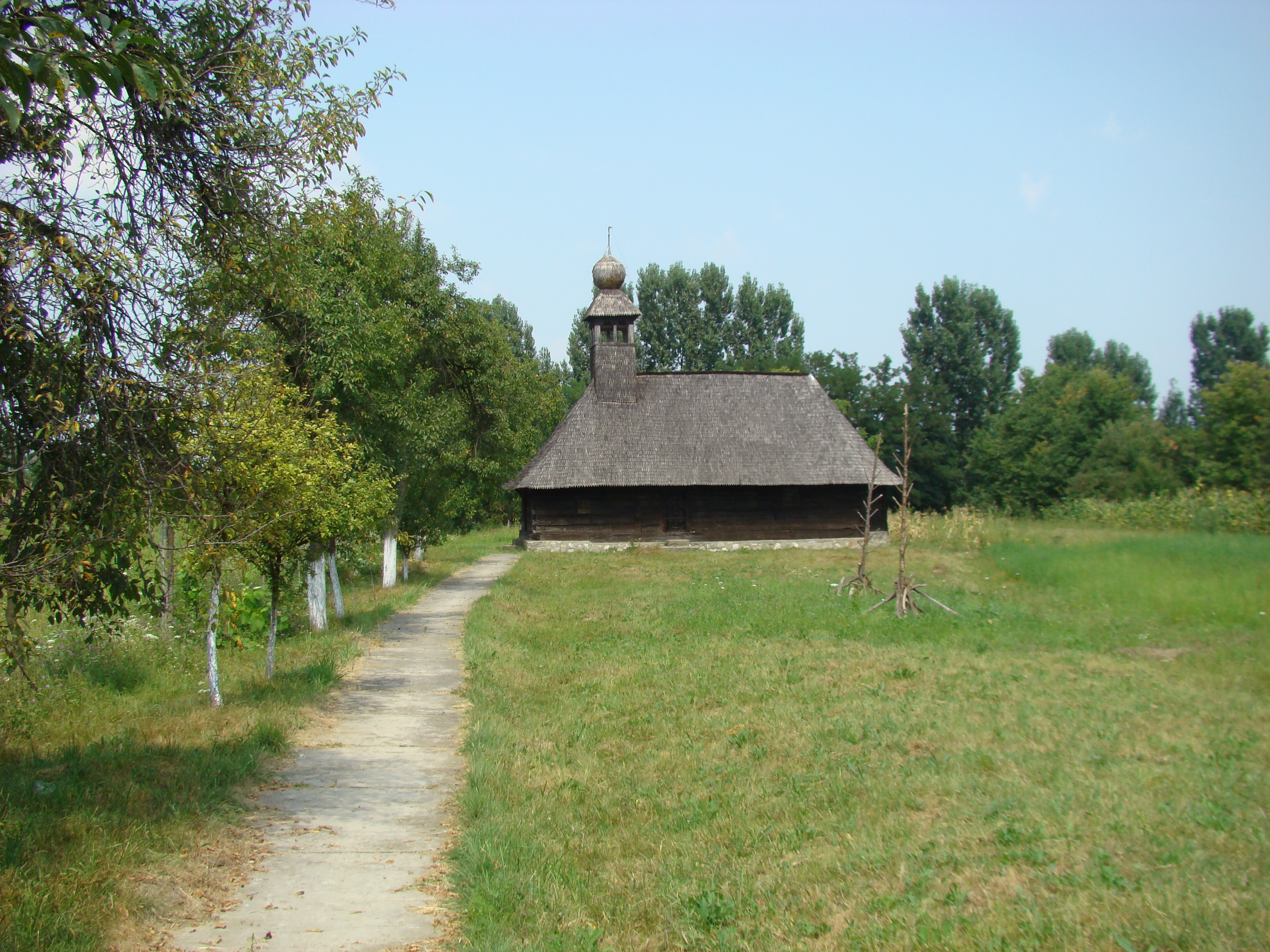
Die Holzkirche Heilige Paraschiva

Bătești (deutsch Battyest, ungarisch Vadpatak) ist ein Dorf im Kreis Timiș, Banat, Rumänien. Bătești gehört zum Verwaltungszentrum Făget.

## Geografische Lage
Bătești liegt im Osten des Kreises Timiș, in 2–3 Kilometer Entfernung von der Stadt Făget.

## Nachbarorte
| Făget        | Temerești                                   | Sintești |
| Făget        | Kompassrose, die auf Nachbargemeinden zeigt | Breazova |
| Colonia Mică | Drăgșinești                                 | Brănești |

## Geschichte
Die Siedlung Batyest wurde in einer Schenkungsurkunde von Sigismund Báthory an Stefan Török aus dem Jahr 1597 erstmals urkundlich erwähnt.
1617 gehörte das Gut Stephan Bethlen.
Während der Habsburgermonarchie hieß die Ortschaft Battyest und während der ungarischen Zeit Vadpatak. Der Vertrag von Trianon am 4. Juni 1920 hatte die Dreiteilung des Banats zur Folge, wodurch Bătești an das Königreich Rumänien fiel.
Die orthodoxe Holzkirche, die heute unter Denkmalschutz steht, wurde um das Jahr 1700 erbaut.
Auf dem Areal des Dorfes befindet sich das Naturschutzreservat Narzissenwiese von Bătești, das eine Touristenattraktion darstellt.

## Bevölkerungsentwicklung
| 1880 | 508 | 506 | 1 | - | 1  |
| 1910 | 532 | 520 | 2 | - | 10 |
| 1930 | 496 | 485 | - | - | 11 |
| 1977 | 507 | 506 | - | 1 | -  |
| 2002 | 503 | 495 | 2 | - | 6  |

## Sehenswürdigkeiten
- Narzissenwiese von Bătești
- Holzkirche Heilige Paraschiva im 18. Jahrhundert errichtet, steht unter Denkmalschutz.[5]